# Alternanthera reineckii
Alternanthera reineckii es una especie de planta acuática de la familia de las amarantáceas. Se comercializa para su uso en acuarios.

## Descripción
Esta es una pequeña planta acuática, que vive en los pantanos cuando lo permiten las condiciones, de dos formas: emergente (en cuyo caso, la planta ha crecido fuera del agua o en tierra), y sumergidas (en cuyo caso, la planta ha crecido debajo). Las hojas tienen la forma de una amplia gama, desde lanceoladas a elípticas, Tienen un corto tallo de 4 cm de longitud y 15 mm de ancho. El haz es de color verde oscuro a verde oliva, y el envés es de color verde claro. En total la planta puede alcanzar hasta los 50 cm de longitud, en buenas condiciones, y pueden crecer fuera del agua en condiciones adecuadas.

## Distribución y hábitat
Son nativas de Sudamérica en Argentina, Brasil y Paraguay.

## Cultivo
El cultivo en acuarios puede ser difícil. Necesita una luz muy brillante, un buen sustrato, agua y CO2. La propagación es por esquejes, aunque puede ser cultivado desde la semilla.  En el momento de la compra de plantas para el acuario debe obtener plantas que se han plantado sumergidas. Tolera una amplia gama de temperaturas desde alrededor de 17Cº y no parece ser exigente en cuanto a las condiciones del agua. Los cortes se pueden dejar flotar hasta que formen raíces y, a continuación, plantarlos en el sustrato. 

## Taxonomía
Alternanthera reineckii fue descrita por John Isaac Briquet   y publicado en Annuaire du Conservatoire et Jardin Botaniques de Genève 3: 151. 1899.
Etimología
Alternanthera: nombre genérico que deriva del latín alternans, que significa "alternando" y anthera, que significa "antera", haciendo referencia a la estructura floral, en la que los estambres con antera alternan con estaminodios sin antera.
Sinonimia
- Achyranthes reineckii (Briq.) Standl.
- Alternanthera pilosa fo. petiolata Chodat
- Alternanthera pilosa var. microphylla Chodat[4]